# Табъяхатарка
Табъяхатарка (устар. Таб-Яха-Тарка) — река в России, протекает по территории Пуровского и Надымского районов Ямало-Ненецком автономного округа. Устье реки находится в 118 км по левому берегу реки Нгарка-Табъяха. Длина реки — 55 км.

## Притоки
- В 24 км от устья, по правому берегу реки впадает река Нёляко-Выяха.
- В 27 км от устья, по правому берегу реки впадает река Нгарка-Выяха.

## Данные водного реестра
По данным государственного водного реестра России относится к Нижнеобскому бассейновому округу, водохозяйственный участок реки — Пур, речной подбассейн реки — подбассейн отсутствует. Речной бассейн реки — Пур.
Код объекта в государственном водном реестре — 15040000112115300062156.